# Varvarivka, Novomoskovsk
Varvarivka (în ucraineană Варварівка) este un sat în comuna Novostepanivka din raionul Novomoskovsk, regiunea Dnipropetrovsk, Ucraina.

## Demografie
Componența lingvistică a localității Varvarivka
     Ucraineană (93,62%)
     Rusă (5,85%)
     Alte limbi (0,53%)
Conform recensământului din 2001, majoritatea populației localității Varvarivka era vorbitoare de ucraineană (93,62%), existând în minoritate și vorbitori de rusă (5,85%).